# Guido Acklin
Guido Acklin (21 de noviembre de 1969) es un deportista suizo que compitió en bobsleigh en las modalidades doble y cuádruple. Su hermano Donat también compitió en bobsleigh.
Participó en tres Juegos Olímpicos de Invierno, obteniendo una medalla de plata en Lillehammer 1994, en la prueba cuádruple (junto con Reto Götschi), el sexto lugar en Nagano 1998 (doble) y el sexto en Salt Lake City 2002 (cuádruple).
Ganó dos medallas en el Campeonato Mundial de Bobsleigh, oro en 1997 y bronce en 1996, y seis medallas en el Campeonato Europeo de Bobsleigh entre los años 1995 y 1999.

## Palmarés internacional
| Juegos Olímpicos   | Juegos Olímpicos      | Juegos Olímpicos  | Juegos Olímpicos |
| Año                | Lugar                 | Medalla           | Prueba           |
| ------------------ | --------------------- | ----------------- | ---------------- |
| 1994               | Lillehammer (Noruega) | Medalla de plata  | Doble            |
| Campeonato Mundial |                       |                   |                  |
| Año                | Lugar                 | Medalla           | Prueba           |
| 1996               | Calgary (Canadá)      | Medalla de bronce | Doble            |
| 1997               | Sankt Moritz (Suiza)  | Medalla de oro    | Doble            |
| Campeonato Europeo |                       |                   |                  |
| Año                | Lugar                 | Medalla           | Prueba           |
| 1995               | Altenberg (Alemania)  | Medalla de bronce | Doble            |
| 1996               | Sankt Moritz (Suiza)  | Medalla de plata  | Doble            |
| 1997               | Königssee (Alemania)  | Medalla de oro    | Cuádruple        |
| 1997               | Königssee (Alemania)  | Medalla de bronce | Doble            |
| 1998               | Igls (Austria)        | Medalla de oro    | Doble            |
| 1999               | Winterberg (Alemania) | Medalla de oro    | Doble            |